# サテライト校
サテライト校（サテライトこう）とは、学校の本校舎から地理的に遠く離れた場所に設置され、授業を行う校舎である。
本記事では、2011年3月11日に発生した東日本大震災によって引き起こされた福島第一原子力発電所事故により、避難区域に指定された場所に所在するため設置された高等学校のサテライト校について記述する。
- 大学等のサテライト校についてはサテライトキャンパス

を参照のこと。

## 福島第一原子力発電所事故によるサテライト校
福島第一原子力発電所事故により避難区域に指定された場所にある高等学校が他校や公共施設を間借りして設置し、授業を行っている校舎で、宿泊施設を併設しているところも存在する。
2011年度は以下の各校がサテライト校を設置した。
- 福島県立双葉高等学校
- 福島県立浪江高等学校
- 福島県立浪江高等学校津島校
- 福島県立富岡高等学校
- 福島県立双葉翔陽高等学校
- 福島県立原町高等学校
- 福島県立相馬農業高等学校
- 福島県立相馬農業高等学校飯舘校
- 福島県立小高商業高等学校
- 福島県立小高工業高等学校

2012年度のサテライト校は2011年度との変化が見られ、福島県立原町高等学校、福島県立相馬農業高等学校は所在地が警戒区域でなくなったためサテライト校から元の場所に復帰。福島県立双葉高等学校、福島県立富岡高等学校、福島県立双葉翔陽高等学校はいわき明星大学の施設を間借りしてサテライト校とする予定。サテライト校として運営している高校も2012年度の入学試験を実施したが、多くは例年と比べて志願者が大幅に減少して定員割れとなっている。
2014年は、双葉高校、双葉翔陽高校、富岡高校（国際コミュニケーション、福祉・健康）はいわき明星大学、浪江高校は福島県立本宮高等学校、浪江高校津島校は福島県立安達高等学校、相馬農業高校飯舘校は福島県立福島明成高等学校、小高商業高校は福島県立原町高等学校、小高工業高校は南相馬市サッカー場、富岡高校国際スポーツ科は福島県立福島北高等学校・福島県立猪苗代高等学校・静岡県立三島長陵高等学校に間借りして授業を実施
2015年4月1日より、福島県立ふたば未来学園高等学校の開校に伴い、双葉郡のサテライト校5校は募集停止した。
2017年4月、小高商業と小高工業の統合により福島県立小高産業技術高等学校が発足した。
2020年3月、相馬農業高等学校飯舘校が休校したことにより、高校のサテライト校は全てなくなった（なお飯舘校は県立高校学則の改正により2023年9月15日に閉校となった）。
2015年現在の高校以外の現在も避難中の学校の状況を以下に示す。
- 福島県立富岡支援学校 - いわき市に移転。
- 富岡町が設置する学校 - 以下の4校は三春町に移転している。
  - 富岡町立富岡第一小学校
  - 富岡町立富岡第二小学校
  - 富岡町立富岡第一中学校
  - 富岡町立富岡第二中学校
- 大熊町立大熊中学校 - 会津若松市役所追手町第二庁舎に会津若松分校として移転。
- 大熊町立小学校 - 大野小学校・熊町小学校の会津若松分校として旧会津若松市立河東第三小学校に移転。
- 大熊町立幼稚園 - 会津若松分園として旧会津若松市立河東第一幼稚園に移転。
- 浪江町立浪江中学校 - 浪江町立浪江東中学校・津島中学校を統合して二本松市に移転。
- 浪江町が設置する公立小学校 - 震災前は6校あったがうち4校は休校とし、生徒は以下の2校に転入している。
  - 浪江町立浪江小学校 - 旧二本松市立下川崎小学校に移転。
  - 浪江町立津島小学校 - 2014年より再開。浪江小学校と同じ旧下川崎小学校に移転。
- 葛尾村立葛尾小学校 - 2013年より旧三春町立要田中学校に移転して再開。なお、葛尾村立葛尾中学校は2015年現在も休校中。